# Longueville-sur-Scie
Longueville-sur-Scie je francouzská obec v departementu Seine-Maritime v regionu Normandie. Žije zde 908 obyvatel.

## Poloha obce

### Sousední obce
| Růžice kompasu | Dénestanville             | La Chaussée          |            | Růžice kompasu |
| Růžice kompasu | Criquetot-sur-Longueville | Sever                | Sainte-Foy | Růžice kompasu |
| Růžice kompasu | Criquetot-sur-Longueville | Longueville-sur-Scie | Sainte-Foy | Růžice kompasu |
| Růžice kompasu | Criquetot-sur-Longueville | Jih                  | Sainte-Foy | Růžice kompasu |
| Růžice kompasu | Saint-Crespin             |                      |            | Růžice kompasu |